# Langues à Malte
Les langues parlées à Malte sont toutes liées à son histoire. Le maltais est la langue nationale et la langue officielle de la République de Malte, cette langue possède la particularité d'être en même temps une des plus anciennes langues (IXe siècle) encore vivante et une des plus récentes langues (1929) formalisée par un alphabet, une orthographe et une grammaire.
L'anglais est la deuxième langue officielle parlée à Malte. L'italien, plus souvent sous la forme sicilienne était la langue culturelle de la bourgeoisie maltaise à la fin du XIXe et au début du XXe siècle. Le français était la langue commerciale à la fin du XVIIIe siècle et la langue officielle durant l'occupation française de 1798 à 1800. Comme dans tous les ports méditerranéens, la lingua franca était aussi parlée à Malte par les marins.
Des débuts des temps historiques jusqu'au Moyen Âge, avant l'arrivée de l'ordre de Saint-Jean de Jérusalem, la population maltaise a toujours parlé la langue de ses envahisseurs ou de ses colonisateurs : « Malte inaugurait la longue suite des temps qui ne fit d'elle que le reflet de l'histoire des autres » écrit Alain Blondy.
La république de Malte reconnaît une langue nationale, le maltais, ainsi qu'une deuxième langue officielle, l’anglais. L’administration, les tribunaux emploient normalement le maltais, mais ils peuvent employer l’anglais s’ils le jugent nécessaire.
L'origine de la langue est l'arabe ifriqiyen et le lybico punico berbere, parlé en Ifriqiya relexifié à partir de superstrats italien, sicilien, dans une moindre mesure français et plus récemment anglais. En raison de son origine siculo-arabe, le maltais est classé comme langue sémitique. C'est aussi la seule langue vivante représentative de la famille des dialectes siculo-arabes écrite en alphabet latin complété.
La grande majorité des insulaires (95 %) parle le maltais. Cependant, en raison de la longue colonisation britannique, l’anglais joue également un rôle important. Même si seules 6 200 personnes sont de langue maternelle anglaise, la place de l’anglais est importante sur le plan socio-politique, car il demeure l’une des deux langues officielles de la République de Malte. Le secteur du séjour linguistique, avec plus de 40 écoles à Malte, utilise la présence de cette communauté anglophone et la place de l’anglais comme langue officielle pour proposer des cours d’anglais dans une ambiance très méditerranéenne.
Parmi les langues utilisées à Malte l'italien est pratiqué par environ 2 % de la population (8 500 locuteurs). L'italien, qui était une des langues officielles de Malte jusqu’aux années 1930, est en tout cas compris et parlé par environ 100 000 à 120 000 Maltais. L'État maltais envisagerait de remettre l'italien en langue officielle, au côté de la langue maltaise, et anglaise, car la suspension de l'italien depuis les années 1930 est anachronique, l'italien ayant été enlevé comme langue officielle comme l'une des sanctions pour protester contre l'agression italienne de l’Éthiopie, en 1935-1936. De nos jours, les relations avec l'Italie sont cordiales, et pacifiques.   
Par ailleurs, le droit maltais ne définit pas la notion de minorité nationale : il n’existe donc aucun groupe de population reconnu comme tel. C’est pourquoi aucun instrument juridique n’a été adopté et la nécessité de lois particulières dans le domaine des langues ne s’est pas fait sentir. Il n’existe donc aucune loi visant à assimiler les minorités nationales ou à mettre en œuvre une politique générale d’intégration ou de protection. Le gouvernement de Malte déclare qu’il n’existe sur son territoire aucune minorité nationale au sens de la convention-cadre pour la protection des minorités nationales. Toutefois, Malte considère la ratification (10 février 1998) de la convention-cadre comme un acte de solidarité par rapport aux objectifs de la convention.

## Langues étrangères
Au collège, 100 % des élèves apprennent l'anglais en première langue et 57 % l'italien en seconde langue.